# سبک (فیلم ۱۹۷۱)
سبک (به هندی: Andaz) فیلمی محصول سال ۱۹۷۱ و به کارگردانی رامش سیپی است. در این فیلم بازیگرانی همچون شامی کاپور، هما مالینی، راجش خانا، سیمی گریوال ایفای نقش کرده‌اند.